# Tshiwa Amulungu
Tshiwa Trudie Amulungu (* 1958 in Okatana, Südwestafrika) ist eine namibische Diplomatin.

## Leben
Amulungu studierte am UN-Institut für Namibia (UNIN) in Lusaka (Sambia) und ging anschließend an die Universität Clermont-Ferrand in Frankreich, wo sie sich auf Sprachen und Französisch als Fremdsprache spezialisierte. 1985 erhielt sie ihren B.A. und 1986 ihren M.A.-Abschluss.
Im November 2014 wurde sie als Botschafterin an die neu geschaffene namibischen Botschaft in Dakar (Senegal) bestimmt. Die Akkreditierung galt gleichzeitig für Gambia, Guinea, Guinea-Bissau, Mali, Mauretanien und den Niger. Das Amt hatte sie bis Ende 2020 inne. Zuvor war sie in Frankreich als Vertreterin Namibias bei der UNESCO tätig.

## Veröffentlichungen
- Taming My Elephant, University of Namibia Press, Windhoek 2016, ISBN 9789991642185; autobiografisches Werk.[5]